# Stan Lee
Stan Lee, rojen kot Stanley Martin Lieber, ameriški pisatelj, avtor, risar, založnik in producent, * 28. december 1922 New York City, Združene države Amerike, † 12. november 2018 Los Angeles, Kalifornija.
Dve desetletji je bil glavni ustvarjalni vodja ameriške založbe Marvel, ki ga je razširil iz majhnega oddelka založbe v multimedijsko korporacijo, ki je obvladovala stripovsko in filmsko industrijo. V sodelovanju z drugimi pri Marvelu, zlasti s soscenaristoma in umetnikoma Jackom Kirbyjem in Stevom Ditkom – je Stan Lee soustvarjal znamenite like, kot so Spider-Man, možje X, Iron Man, Thor, Hulk, Ant-Man, Oso, Fantastični štirje, Črni panter, Daredevil, Doktor Strange, Škrlatna čarovnica in Črna vdova. Ti liki so bili predstavljeni v stripih in so postali svetovno uspešni, zaradi česar je o njih pozneje nastalo več filmov, Stan Lee pa se je v epizodnih vlogah pojavil v vseh filmih, ki so nastali od leta 2002 vse do njegove smrti leta 2018. Leta 2008 je od predsednika Georgea W. Busha prejel nacionalno medaljo za umetnost NEA.

## Filmi, v katerih se pojavlja Stan Lee
- Možje X (2000)
- Spider-Man (2002)
- Daredevil (2003)
- Hulk (2003)
- Spider-Man 2 (2004)
- Fantastični štirje (2005)
- Man-Thing (2005)
- Možje X: Zadnji spopad (2006)
- Spider-Man 3 (2007)
- Fantastični štirje: Prihod Srebrnega letalca (2007)
- Iron Man (2008)
- Neverjetni Hulk (2008)
- Iron Man 2 (2010)
- Thor (2011)
- Stotnik Amerika: Prvi maščevalec (2011)
- Maščevalci (2012)
- Neverjetni Spider-Man (2012)
- Iron Man 3 (2013)
- Thor: Svet teme (2013)
- Neverjetni Spider-Man 2 (2014)
- Stotnik Amerika: Zimski vojak (2014)
- Varuhi galaksije (2014)
- Maščevalci: Ultronova doba (2015)
- Ant-Man (2015)
- Stotnik Amerika: Državljanska vojna (2016)
- Deadpool (2016)
- Možje X: Apokalipsa (2016)
- Doktor Strange (2016)
- Varuhi galaksije: 2. dejanje (2017)
- Spider-Man: Vrnitev domov (2017)
- Thor: Ragnarok (2017)
- Ant-Man in Osa (2018)
- Črni panter (2018)
- Deadpool 2 (2018)
- Venom (2018)
- Maščevalci: Brezmejna vojna (2018)
- Stotnica Marvel (2019)
- Maščevalci: Zaključek (2019)